# 東京大学運動会ラグビー部
東京大学運動会ラグビー部（とうきょうだいがくうんどうかいラグビーぶ、英:University of Tokyo Rugby Football Club）は、関東大学ラグビー対抗戦Bグループに所属する東京大学のラグビー（ラグビーユニオン）部である。

## 概要
1921年（大正10年）に東京帝国大学ラグビー部として創部、1922年に正式に認可された。
慶応（1899年〈明治32年〉）、第三高等学校嶽水会蹴球部（1910年〈明治43年〉。現在の京都大学ラグビー部）、同志社専門学校（1911年〈明治44年〉。後の同志社大学）、早稲田大学（1918年〈大正7年〉）等に続いて、日本人による5番目のラグビー部となった。 
1922年（大正11年）11月23日、当時主将だった香山蕃が第1回早慶戦のレフリーを務めた。香山は、1930年（昭和5年）に日本代表初代監督となり、1955年（昭和30年）には日本ラグビーフットボール協会第3代会長となる。 
1928年度（昭和3年度）、第1回関東大学対抗戦（関東五大学対抗戦、現在の関東大学対抗戦の前身）に参加し、早大に16−11で1勝した。なお、現在まで大学選手権出場の経験は無い。 
2000年度には関東大学ラグビー対抗戦Aグループに所属し、古豪日本体育大学を13対8で破り、歴史的勝利として多くのマスメディアに報道された。その後、筑波大学に22対56で敗れ、初の大学選手権出場はならなかった。対抗戦最終戦で青山学院大学に44対27で勝利し、対抗戦グループがA・Bグループに分かれて以降最高位の成績である6位でシーズンを終了した。
2002年度は7戦全敗で入替戦に廻り、立教大学に敗れBグループに降格。それ以来Aグループ復帰を果たすことができず低迷が続いている。

## 戦績
近年のチームの戦績は以下のとおり。
| 年度 | 所属 | 勝敗      | 順位 | 備考                                 |
| 1996 | －   | 3勝6敗    | 8位  |                                      |
| 1997 | A    | 0勝7敗    | 8位  | 入替戦 13-11 成城大学 ※Aグループ残留 |
| 1998 | A    | 0勝6敗    | 7位  | 入替戦 28-22 成城大学 ※Aグループ残留 |
| 1999 | A    | 0勝7敗    | 8位  | 入替戦 28-17 立教大学 ※Aグループ残留 |
| 2000 | A    | 2勝5敗    | 6位  |                                      |
| 2001 | A    | 0勝7敗    | 8位  | 入替戦 45-21 成城大学 ※Aグループ残留 |
| 2002 | A    | 0勝7敗    | 8位  | 入替戦 26-52 立教大学 ※Bグループ降格 |
| 2003 | B    | 1勝6敗    | 7位  |                                      |
| 2004 | B    | 5勝1敗1分 | 3位  |                                      |
| 2005 | B    | 4勝3敗    | 4位  |                                      |
| 2006 | B    | 3勝4敗    | 5位  |                                      |
| 2007 | B    | 3勝4敗    | 4位  |                                      |
| 2008 | B    | 4勝3敗    | 4位  |                                      |
| 2009 | B    | 2勝5敗    | 7位  |                                      |
| 2010 | B    | 3勝4敗    | 5位  |                                      |
| 2011 | B    | 4勝3敗    | 4位  |                                      |
| 2012 | B    | 1勝5敗1分 | 6位  |                                      |
| 2013 | B    | 4勝3敗    | 4位  |                                      |
| 2014 | B    | 4勝3敗    | 4位  |                                      |
| 2015 | B    | 2勝5敗    | 6位  |                                      |
| 2016 | B    | 3勝4敗    | 5位  |                                      |
| 2017 | B    | 2勝5敗    | 6位  |                                      |
| 2018 | B    | 4勝3敗    | 3位  |                                      |
| 2019 | B    | 2勝5敗    | 6位  |                                      |
| 2020 | B    | 1勝3敗    | 6位  |                                      |
| 2021 | B    | 4勝3敗    | 4位  |                                      |
| 2022 | B    | 4勝3敗    | 3位  |                                      |
| 2023 | B    | 3勝4敗    | 4位  |                                      |
| 2024 | B    | 4勝3敗    | 4位  |                                      |

## 主な在籍選手
- 福元倫太郎（主将、SH・SO / 駒場東邦高）
- 領木彦人（副将、LO / ソウル フォーリンスクール）

## 在籍した選手
- 香山蕃（東京帝大ラグビー部創設者・同部選手、京都帝大ラグビー部監督、日本ラグビーフットボール協会3代会長 / 京都一中→三高）
- 和田志良（No8、日本代表選手 / 三高）
- 寺村誠一（SO・CTB・FB、日本代表選手、毎日新聞社 / 高津中 → 旧制大阪高）
- 古海忠之（満州国国務院総務庁次長、大蔵官僚 / 京都一中→三高）
- 難波経一（山陽パルプ会長・社長、軍需省燃料局長官・同整備局長官、満州国専売総局副局長、大蔵官僚 / 府立一中→一高）
- 島田叡（元沖縄県官選知事 / 神戸二中→三高）
- 湯川正夫（八幡製鐵ラグビー部創設者・同部選手、八幡製鐵副社長、日本ラグビーフットボール協会4代会長 / 神戸一中→六高）
- 阿部譲（日新製鋼社長、新日本製鐵副社長、日本ラグビーフットボール協会7代会長、八幡製鐵ラグビー部選手 / 旧制浦和高）
- 町井徹郎（東芝副社長、日本ラグビーフットボール協会11代会長、ラグビートップレフェリー / 宇都宮高）
- 岡村正（東芝会長、経団連副会長、日本ラグビーフットボール協会13代会長 / 戸山高）
- 町村信孝（衆議院議長、外務大臣、内閣官房長官、通産官僚 / 日比谷高）
- 後藤高志（西武鉄道社長、みずほコーポレート銀行副社長 / 成蹊高）
- 坂井秀行（弁護士）
- 大谷剛彦（最高裁判所判事 / 戸山高）
- 小坂紀一郎（帝京大学法学部教授、元帝京大ラグビー部長）
- 高島正之（三菱商事顧問、帝京大経済学部教授、元帝京大ラグビー部長）
- 浅井洋（帝京大経済学部教授、帝京大ラグビー部長）
- 料治直矢（TBSアナウンサー・報道記者 / 戸山高）
- 村田祐造（元三洋電機ワイルドナイツ、スマイルワークス社長）
- 金子茂（日本テレビアナウンサー・報道記者 / 私立武蔵高）
- 石川悠太（俳優、最高位戦日本プロ麻雀協会所属プロ、漁師）
- 三笠杉彦（元東大ラグビー部監督。福岡ソフトバンクホークスゼネラルマネージャー）
- 吉田有佑（LO、中部電力ラグビー部 / 明和高）